# Joeystarr

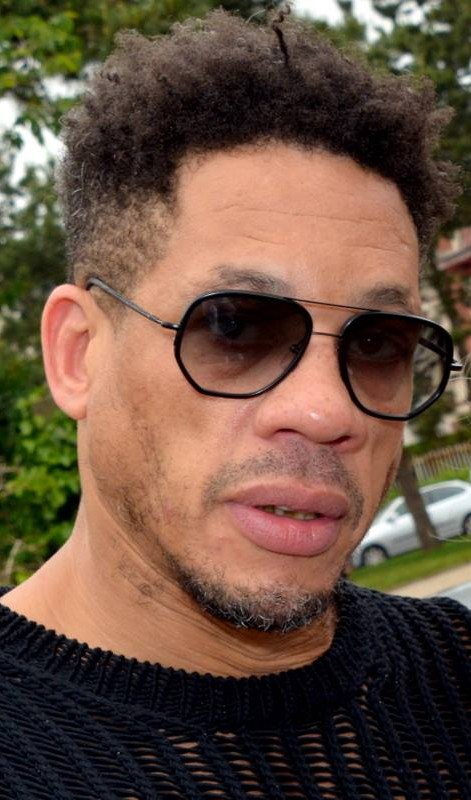
Joeystarr, 2016.

Joeystarr, bürgerlich Didier Morville,  alias  Jaguar Gorgone oder Double R (geb. 27. Oktober 1967 in Saint-Denis) ist ein französischer Rapper und Schauspieler. Seine Vorfahren stammen aus Martinique. 1988 gründete er Suprême NTM zusammen mit Kool Shen.

## Leben

### Frühe Jahre
Joeystarr wuchs unter schwierigen Umständen in Saint-Denis auf. Er war von seiner Mutter getrennt und sah sie erst mit 23. Sein alleinerziehender Vater misshandelte ihn regelmäßig.
Er ging zur Armee und diente 1985 in Baden-Baden. Als „19 Monate Hölle“ bezeichnete er diese Zeit später auf seinem Album Authentik.
Nach der Armee lebte er auf der Straße, nahm Drogen und entdeckte Hip-Hop für sich.

### NTM

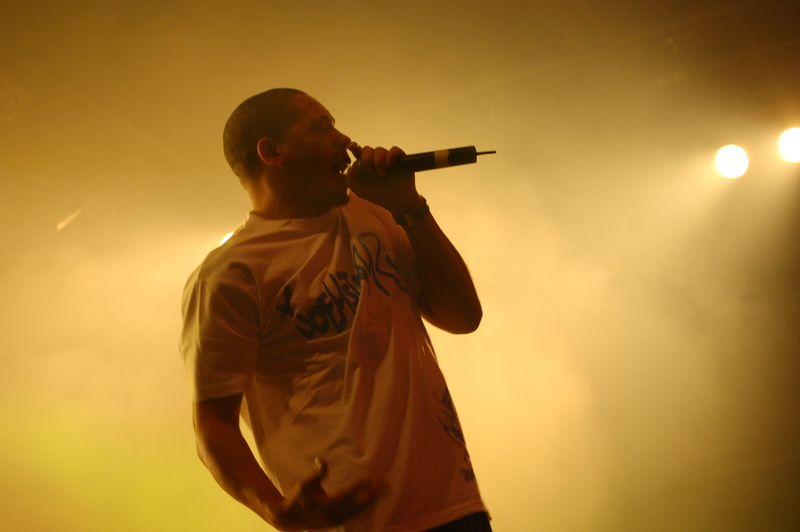
JoeyStarr (2007)

Mit dem Rapper Kool Shen, der auch aus  Saint-Denis stammte, gründete er die Gruppe NTM. Bis zu ihrer Trennung 1998 brach die Gruppe Verkaufsrekorde und brachte sechs Alben heraus.

## Privates
Joeystarr hatte eine Beziehung mit Béatrice Dalle. Er hat zwei Kinder, Mathis und Kalil, mit der Journalistin Leïla Dixmier.
Joeystarr wurde 1999 wegen des tätlichen Angriffs auf eine Stewardess zu zwei Monaten Haft verurteilt.
Während der Aufzeichnung einer Fernsehdokumentation über sich in seiner Wohnung schlug er einen im Käfig sitzenden Berberaffen, weil er sich über das Schreien des Tiers geärgert hatte. Nachdem mehrere Tierschutzorganisationen Strafanzeige erstatteten, wurde Joeystarr 2002 wegen Haltung eines geschützten Tieres und Tierquälerei zu einer Geldstrafe verurteilt.

## Auszeichnungen
Musik
- 2007: „Bester Rapper“ während der L'Année du hip-hop Les trophées
- 2008: „Bestes Konzert“ während L'Année du hip-hop Les trophées

Schauspielerei
- 2010: Nominierung César als bester Nebendarsteller Le Bal des actrices
- 2012: Nominierung César als bester Nebendarsteller Poliezei
- 2012: Laudator für den Patrick Dewaere Award

## Diskografie

### Alben
| Jahr | Titel                                         | Chartplatzierungen | Chartplatzierungen | Chartplatzierungen |
| Jahr | Titel                                         | BE/W               | FR                 | CH                 |
| ---- | --------------------------------------------- | ------------------ | ------------------ | ------------------ |
| 2006 | La dernière année                             | 20                 | 3                  | 36                 |
| 2011 | Armageddon (Cut Killer, JoeyStarr & Kimfu)    | —                  | 171                | —                  |
| 2011 | Egomaniac                                     | 22                 | 5                  | 47                 |
| 2015 | Joeystarr & Nathy présentent Caribbean Dandee | 86                 | —                  | —                  |

Mixtapes
- 2006: My Playlist
- 2007: L'Antology Mixtape

### Singles
| Jahr | Titel                      | Charts |
| Jahr | Titel                      | FR     |
| ---- | -------------------------- | ------ |
| 2002 | Gaz-L                      | 29     |
| 2015 | L’arène (Caribbean Dandee) | 94     |

## Filmografie

### Filme
- 1995: Hass (La Haine)
- 2000: Old School
- 2001: Stirb nicht zu langsam (La Tour Montparnasse infernale)
- 2004: RRRrrrr!!!
- 2008: Passe-passe
- 2008: La Personne aux deux personnes (er spielt sich selbst)
- 2009: Le Bal des actrices (er spielt sich selbst)
- 2010: 22 Bullets (L'Immortel)
- 2011: Poliezei (Polisse)
- 2011: Sleepless Night – Nacht der Vergeltung (Nuit blanche)
- 2012: Das verflixte 3. Jahr (L'amour dure trois ans)
- 2012: Do Not Disturb
- 2012: Die Vollpfosten – Never Change a Losing Team (Les Seigneurs)
- 2012: Max
- 2013: Choral des Todes (La Marque des anges)
- 2013: Ein ganz anderes Leben (Une autre vie)
- 2014: Colt 45
- 2015: Les Gorilles
- 2017: Alibi.com

### Fernsehserien
- 1990: Le Lyonnais (1 Episode)
- 2001: Toc toc toc (TV-Miniserie)
- 2002: H (1 Episode)
- 2003: 60 jours 60 nuits de Juliette Baudouin
- 2008–2010: Mafiosa, le clan
- 2015, 2020: Call My Agent! (zwei Episoden)